# Quasar Lite II
O Quasar Lite II é uma aeronave brasileira do tipo LSA (Light Sport Aircraft) totalmente projetada e produzida pela Aeroálcool.
É uma aeronave destinada ao lazer (baixo consumo), treinamento (fácil comando, baixo stol e 15:1 de razão de planeio) e pequenas viagens ( autonomia de até 1500 km com tanque ”long range”).
É uma das primeiras aeronaves do mundo projetada totalmente dentro dos novos requisitos da categoria LSA, que começam a valer no Brasil.